# Різник Володимир Іванович

Різник Володимир Іванович (15 липня 1946 — 12 жовтня 2017) — головний державний санітарний лікар Мелітополя, краєзнавець, голова громадської організації «Спілка краєзнавців Мелітопольщини» (з 2012 до 2017 рр.), почесний громадянин міста Мелітополя.

## Біографія
Володимир Іванович Різник народився 15 липня 1946 року у с. Веселянка Комишуваського (нині Запорізького) району Запорізької області. Там пройшли роки його дитинства, навчання у школі. В 1970 році Володимир Іванович закінчив санітарно-гігієнічний факультет Дніпропетровського державного медичного інституту за спеціальністю «санітарний лікар». Свій трудовий шлях розпочав у 1970 р. лікарем-епідеміологом Приазовської районної санепідемстанції. З 1972 р. — головний санітарний лікар Приазовського району, а в 1977 р. його призначають завідувачем санітарно-гігієнічним відділом Мелітопольської міської санепідемстанції. З 1978 року — державний санітарний лікар м. Мелітополя. Він делегат Всесоюзних і республіканських з'їздів гігієністів, учасник міжнародних конгресів, науково-практичних конференцій.
Окрім професійної діяльності, брав активну участь у суспільному житті м. Мелітополя. Неодноразово обирався депутатом Мелітопольської міської ради.
Володимир Іванович багато часу приділяв вивченню історії своєї малої Батьківщини. Його перу належать книги, статті, нариси з історії розвитку медицини на Мелітопольщині, про видатних людей краю. Він є фундатором і першим головою Спілки краєзнавців Мелітопольщини, ініціатором заснування Мелітопольського краєзнавчого журналу. Він ініціатор створення двосерійного телефільму «Звезда Корвацкого», спорудження пам'ятника земському лікарю та засновнику промислового садівництва на Мелітопольщині (2005 р.), член редакційної ради наукових журналів «Аналлы Мечниковского института АМН Украины» і «Екологічна безпека. Харчова промисловість».

## Нагороди та відзнаки
Нагороджений значком «Відмінник охорони здоров'я СРСР», орденом "За заслуги перед Запорізьким краєм" ІІІ ст., медаллю «За розвиток Запорізького краю» ІІІ ст., Грамотами Міністерства охорони здоров'я СРСР та України. Почесний громадянин міста Мелітополя, номінант Всеукраїнського рейтингу «Кращий організатор діяльності державної санітарно-епідеміологічної служби України» 2008 року.

## Праці
- Вечерние лейтмотивы при свечах: сб. избран. статей и заметок. Т. 1. — Мелитополь: Издат. дом МГТ, 2009. — 663 с.
- Прикосновение к истокам. — Мелитополь: Издат. дом МГТ, 2006. — 492 с.: ил.
- Ступени познания: сб. науч. — практ. ст. — Запорожье: Дикое Поле, 2006. — 496 с.
- Мелітополь ХХ століття: фотоальбом: [автор ідеї і керівник проекту В. Різник]. — К.: КВІЦ, 2006. — 224 с. — Із змісту: Різник В. Зупинена мить. — С.4 — 6.
- Андрей Корвацкий: врач и гражданин: (к 160 — летию со дня рождения). — Мелитополь, 2004. — 244 с.
- Земская санитарная статистика Северной Таврии: история, факты, комментарии.- Мелитополь: Издат. дом МГТ, 2004. — 321с.
- Юность Корвацкого: ист. этюды о временах и судьбах. — Запорожье: Дикое Поле, 2003. — 197с.
- Из давних лет до наших дней : 110 — летняя история Мелитоп. гор. санэпидстанции / под ред. В. И. Резника. — Мелитополь: Издат. дом МГТ, 2007. — 355 с.: ил.
- Провісник: іст. — докум. нарис. Т.1 / Вольвач П., Різник В. — Сімферополь — Мелітополь: Видавничий будинок ММД, 2008. — 384 с.
- Мелитопольская городская санитарная станция // Медицина Запорізької області. — Запоріжжя, 2001. — С.128 — 129.